# Hippopsicon attenuatum
Hippopsicon attenuatum là một loài bọ cánh cứng trong họ Cerambycidae.